# Trachylepis quinquetaeniata
Trachylepis quinquetaeniata (п'ятисмугова мабуя) — вид сцинкоподібних ящірок родини сцинкових (Scincidae). Мешкає в Африці.

## Опис
Загальна довжина сягає 25 см, вага 22 г. Тулуб має циліндричну форму, голова вкорочена трикутної форми. Хвіст довгий й перевищує довжину тулуба. Молоді ящірки зверху коричнево-оливкового, іноді чорного кольору з п'ятьма довгастими блакитно-білими смугами. У дорослих самиць смуги стають жовтувато-білого кольору. Часто у самці ці смуги зникають у дорослому віці. У них горло чорного кольору, присутня яскрава лимонно-жовта смуга з боків губ. Шкіра тонка та ніжна, легко пошкоджується. Кінцівки добре розвинуті, з п'ятьма пальцями та невеличкими кігтями.

## Спосіб життя
П'ятисмугова мабуя активна вдень. Мешкає переважно у саванах, звичайно у гористих, кам'янистих та скельних місцинах. Харчується комахами. Дуже полохлива тварина, ховається серед каменів, на деревах, також у густій рослинності. Ці мабуї часто зустрічаються біля водоймищ. Влаштовує кубла під камінням.
Статева зрілість наступає на 2 рік. Це яйцеживородна ящірка. За способом життя нагадує золотаву мабую. Народжується 3—5 дитинчат.

## Розповсюдження
Живе здебільшого у Центральній Африці - від Сенегалу до Ефіопії та Кенії. На півночі зустрічається в Єгипті та Судані.